# Rigoberto Cortina Gallego
Rigoberto Cortina Gallego fou un docent i compositor valencià del S.XIX.
La seva figura com a músic va destacar durant molts anys per la seva implicació com a professor de trombó i viola. També va ser director musical dels teatres Ruzafa i teatre Princesa de València.

## Obra
Quant a la seva producció musical, es conserven obres seves obres al fons musical SMI (Fons de la basílica de Santa Maria d'Igualada de l'ACAN).
També es coneix que Cortina va escriure un gran nombre d'obres religioses que van servir com a repertori de tots els cors dedicats a la música eclesiàstica durant el primer terç del S.XX. A més, va compondre més de trenta sarsueles i va demostrar els seus coneixements sobre la música orquestral component dues obres per orquestra.

### Música escènica
- L'Aguelo Cuc
- La Pentinaora
- La sombra de Carracuca
- Los compañeros de Picio
- Mi tío paga
- Mister Puff
- Un flamenco d'alboraya

### Música simfònica
- Aquelarre
- Un sueño

### Motets
- O sacrum convivium
- O salutaris Hostia
- Pulchra est et decora
- Similabo eum
- Voce mea

### Trisagis
- 3 Santo, Santo
- Trisagio al Santísimo Sacramento

### Altres
- Cántiga a la Santísima Virgen
- Romped, romped
- Viendo encinta, Dolores
- Despedida al Santísimo Sacramento
- Dolores y gozos al patriarca San José
- Jaculatoria
- Lamento de las benditas almas
- Plegaria a Nuestra Señora de la Saleta[1]